# Gymnopithys lunulatus
A Gymnopithys lunulatus a madarak osztályának verébalakúak (Passeriformes) rendjébe és a hangyászmadárfélék (Thamnophilidae) családjába tartozó faj.

## Rendszerezése
A fajt Philip Lutley Sclater és Osbert Salvin írták le 1873-ben, a Pithys nembe Pithys lunulata néven. Egyes szervezetek az Oneillornis nembe sorolják Oneillornis lunulatus néven.

## Előfordulása
Dél-Amerikában, Ecuador és Peru területén honos. A természetes élőhelye a szubtrópusi vagy trópusi síkvidéki esőerdők és mocsári erdő. Állandó, nem vonuló faj.

## Megjelenése
Testhossza 13-13,5 centiméter, testtömege 22-26 gramm.

## Életmódja
Ízeltlábúakkal táplálkozik.

## Természetvédelmi helyzete
Az elterjedési rendkívül területe nagy, egyedszáma viszont csökkenő, de még nem éri el a kritikus szintet. A Természetvédelmi Világszövetség Vörös listáján nem fenyegetett fajként szerepel.

## Külső hivatkozások
- Képek az interneten a fajról
- Xeno-canto.org - a faj hangja és elterjedési területe. [2018. december 1-i dátummal az eredetiből archiválva].